# 飯窪成幸
飯窪 成幸（いいくぼ まさゆき、1959年（昭和34年）9月7日 - ）は、日本の編集者、実業家。
株式会社文藝春秋社長。

## 来歴
東京都出身。イイクボ副社長やイイクボ石油販売社長を務めた飯窪幸照の長男として生まれる。祖父はイイクボ社長で全国鉄筋業協同組合連合会（現：全国鉄筋工事業協会）初代会長を務めた飯窪幸長（1971年（昭和46年）11月に勲五等瑞宝章受章）。
1982年（昭和57年）に慶應義塾大学文学部国文科を卒業し、文藝春秋入社。入社後は営業局営業部、第一編集局週刊文春編集部、出版局第五出版部、第二出版局第一部勤務を経て、2003年（平成15年）月刊文藝春秋局文藝春秋編集長、2009年（平成21年）文春新書局次長兼文春新書部長、2011年（平成23年）ノンフィクション局長、2013年（平成25年）取締役ノンフィクション局長、2014年（平成26年）国際局長を兼務。
文藝春秋編集長時代の文藝春秋2004年3月号に、第130回芥川賞の受賞作が掲載された。金原ひとみと綿矢りさという同賞史上最年少者の受賞作で過去最高の118万5000部を発行した。
その後は2015年（平成27年）取締役文庫・新書局長、2016年（平成28年）取締役文春文庫局長、2018年（平成30年）常務取締役ノンフィクション編集局ノンフィクション編集委員室長、2020年（令和2年）専務取締役、2023年（令和5年）代表取締役社長に就任した。

## 家族
- 曽祖父・長吉（生年不詳）
- 祖父・幸長（1901年（明治34年）8月20日生。イイクボ社長、新工務所監査、東京都鉄筋業協同組合初代理事長、全国鉄筋業協同組合連合初代会長）
山梨県中巨摩郡南湖村出身[7]。飯窪長吉の次男[7]。1918年（大正7年）南湖中学校卒業。1922年（大正11年）飯窪製作所（のちのイイクボ）を創業[7]。1961年（昭和36年）東京都鉄筋業協同組合理事長となり、1964年（昭和39年）全国鉄筋業協同組合連合会会長に就任[8][9]。1965年（昭和40年）近代都市建築に尽くした功績により東京都知事より表彰された[8]。1971年（昭和46年）11月には勲五等瑞宝章を受章[3]。宗教は日蓮宗[7]。
- 父・幸照（1934年（昭和9年）6月24日生。イイクボ副社長、大成不動産社長、イイクボ石油販売社長）
東京都出身。飯窪幸長・千代の長男として生まれる[2]。1957年（昭和32年）青山学院大学文学部英米学科卒業。1960年（昭和35年）11月大成不動産社長に就任し、1962年（昭和37年）10月欧米各国を歴訪[2]。1964年（昭和39年）6月イイクボ副社長、1968年（昭和43年）10月イイクボ石油販売社長に就任[2]。
- 母・江里子（1934年（昭和9年）5月17日生。金子孝治の娘、青山学院大学卒）
- 弟（1961年（昭和36年）4月3日生）
- 妹（1963年（昭和38年）11月19日生）

## ルーツ
祖父・幸長が収録された『山梨名家録（村松蘆洲編）』によれば、飯窪氏は元々は飯久保氏と称しており、祖先は浅利氏の後裔とされる。